# Rungia philippinensis
Rungia philippinensis är en akantusväxtart som beskrevs av C. B. Cl.. Rungia philippinensis ingår i släktet Rungia och familjen akantusväxter. Inga underarter finns listade i Catalogue of Life.